# Peter Fitzek

Bandeira usada pela micronação 'Reino da Alemanha', da qual Fitzek é o 'rei'.

Peter Fitzek (nascido em 12 de agosto de 1965) é um criminoso ativista. Ele é o fundador do "Reino da Alemanha" e se autoproclamou "Pedro I da Alemanha". Seu movimento criminoso é o maior e mais desenvolvido grupo do Movimento dos Cidadãos do Reich, na Alemanha. Peter é completamente contra a legitimidade da constituição democrática e do Estado alemão.
Fizek está a trabalhar em rede com grupos e pessoas da Nova Direita, como Jürgen Elsässer, bem como com activistas do Movimento Anti-Corona, como Michael Ballweg. Em Wittenberg, reúne-se regularmente para discussões políticas com o publicista de extrema-direita e professor de ioga Mathias Tietke. 